# 默尚 (喬治亞州)
默尚（英語：Mershon）是位於美國喬治亞州皮爾斯縣的一個非建制地區。

## 地理
默尚所處的海拔為高於海平面49米（即161英呎），而該地所採用的時區為UTC-6，即北美中部時區（CST）。同時該地設有夏令時間，為UTC-6調快一小時，即UTC-5（CDT）。